# Godzilla kontra Mechagodzilla II
Godzilla kontra Mechagodzilla II (jap. ゴジラVSメカゴジラ Gojira tai Mekagojira) – kolejny film z serii filmów o Godzilli, który powstał w 1993 roku.

## Tytuł
W Japonii film jest rozpoznawany pod tytułem Gojira tai Mekagojira. W Ameryce film nosi tytuł Godzilla vs. Mechagodzilla II, a w Polsce jest znany pod tytułem japońskim Godzilla kontra Mechagodzilla. Jednakże powszechnie na świecie film ten jest nazywany Godzilla vs. Mechagodzilla II aby go odróżnić od filmu Godzilla kontra Mechagodzilla (jap. ゴジラ対メカゴジラ Gojira tai Mekagojira; ang. Godzilla vs. Mechagodzilla), który powstał w 1974 roku, gdyż oba filmy nie są ze sobą powiązane pod względem fabuły.

## Fabuła
W 1992 roku Japończycy wyławiają z morza Mecha King Ghidorę – 140-metrowego cyborga, za pomocą którego ludzie z przyszłości pokonali Godzillę. Japonia zatrudniła wielkich uczonych z całego świata, aby rozpracowali XXIII-wieczną technologię, dzięki której został stworzony Mecha King Ghidorah. Na bazie tej technologii Japonia chce bowiem stworzyć ostateczną broń zdolną do zabicia Króla Potworów. Po wielu badaniach zostaje stworzona Garuda – latający pojazd, którego możliwości bojowe były jednak ograniczone. Jednak później zbudowano o wiele potężniejszą broń – Mechagodzillę. Jest to robot sterowany od wewnątrz przez załogę sił przeciwko Godzilli (G-Force). Robot ten z wyglądu przypomina Godzillę. 
Pewnego dnia na wyspie Adona Japończycy odkrywają coś niecodziennego. Na miejsce wyrusza rosyjsko-japońska ekspedycja naukowa, która odnajduje kości pterodaktyla, a także olbrzymie jajo. Naukowcy chcą zabrać duże jajo do Japonii do dalszych badań, jednakże atakuje ich ogromny pterodaktyl Rodan. Jednocześnie na wyspę przybywa Godzilla, która walczy z Rodanem. Korzystając z zamieszania, naukowcy odlatują z jajem do Japonii. Tymczasem Godzilla pokonuje Rodana. Po dotarciu na miejsce po kilku godzinach z jajka wykluwa się młode Godzilli. Okazuje się, że jajo było podrzucone przez Godzillę do gniazda Rodana. Wkrótce Japonię atakuje Godzilla, która upomina się o swojego potomka. Do akcji wkracza Mechagodzilla. Podczas walki wydaje się, że Mechagodzilla wygrywa, jednak Godzilla uszkadza robota i kontynuuje poszukiwania syna. W końcu go odnajduje, jednak odczuwając jego strach, oddala się. Korzystając z chwili spokoju, Mechagodzilla zostaje poddana naprawie. Zmodyfikowana zostaje też nieużywana do tej pory Garuda, która będzie wspierać Mechagodzillę, a także będzie mogła się z nią połączyć, tworząc Super Mechagodzillę. Przy okazji ekipa badawcza przetrzymuje dziecko Godzilli, które zostało nazwane Baby. Wynikiem badań jest odkrycie słabego punktu Godzilli będącym w jego ciele. Załoga Mechagodzilli szykuje się do ostatecznego pokonania Godzilli. Jednakże Rodan powraca jakimś cudem do życia jako potężniejszy Fire Rodan, który jako ojczym Baby także postanawia zaatakować Japonię, aby wyzwolić swoje przybrane dziecko. Załoga Mechagodzilli musi więc pokonać nie tylko Godzillę, ale także Fire Rodana. 

## Obsada
- Masahiro Takashima – Kazuma Aoki
- Ryōko Sano – Azusa Gojō
- Megumi Odaka – Miki Saegusa
- Yūsuke Kawazu – profesor Ōmae
- Akira Nakao – płk G-Force Takaki Aso
- Kenji Sahara – sekretarz UNGCC Takayuki Segawa
- Daijirō Harada – kpt. G-Force Takuya Sasaki
- Kōichi Ueda – ppłk G-Force Iwao Hyōdō
- Kenpachirō Satsuma – Godzilla
- Wataru Fukuda – MechaGodzilla / Super MechaGodzilla
- Hurricane Ryu
  - młode Godzilli,
  - mechanik G-Force
- Kōichi Kawakita – Rodan

## Produkcja
- Takao Okawara chciał zabić Godzillę w tym filmie, jednak Toho nie wyraziło zgody[1].

## Odniesienia w kulturze popularnej
- Mechagodzilla z plakatu autorstwa Noriyoshiego Ohraia pojawia się w Player One jako avatar Nolana Sorrento w finałowej bitwie[2].
- W skeczu Robot Chicken pt. Godzilla Sex Toys Mechagodzilla służy jako seks-zabawka dla Godzilli i jego żony[3].
- Film kręcony przez sierżanta Keroro w odcinku Keroro gunsō pt. Keroro Nyororo tai Mekanyororo de Arimasu (jap. ケロロ　ニョロロ対メカニョロロ　であります) jest parodią czołówki Godzilla kontra Mechagodzilla II. Pojawiająca się mechaniczna kopia Nyororo, by pokonać biologiczny odpowiednik i sterowanie przez pilota nawiązuje do funkcji Mechagodzilli i Generała Daimosa[4].
- W odcinku Witchcraft Work pt. Takamiya-kun to Wīkuendo (Chū-hen) (jap. 多華宮君とウィークエンド・中編) czarny pluszowy miś Ganger, z którym walczy pluszowy miś Kasumi brzmi jak Mechagodzilla z serii Heisei[5].